# 나가츠마 레오
나가츠마 레오(일본어: 長妻 怜央, 1998년 6월 5일 ~ )는 일본의 탤런트, 배우, 아이돌, 가수이며, 7ORDER의 멤버이며 키보드를 맡고 있다.

## 내력
2010년 10월 30일, 쟈니스 사무소 입소. 2016년부터 Love-tune의 멤버로 활동.
2018년 11월 30일 유료공식사이트 『자니스주니어정보국』에서 쟈니스 사무소 퇴소 발표.
2019년 3월 31일, 도쿄 돔 시티 프리즘홀에서 열린 『사나다 유마와 아베 아란의 츠나게루 츠나게루 츠나게루』에 출연해서, 야스이 켄타로를 제외한 다른 전 Love-tune의 멤버와 함께 공개석상에 모습을 보였다.
같은해 5월 22일, 쟈니스 주니어 시절 함께 활동했던 Love-tune 멤버들과 함께 7ORDER project를 발표함으로 7명으로서의 활동을 재개.

## 출연

### 드라마
- 근거리연애 ~Season Zero~ (2014년 7월 19일 ~ 10월 11일, 닛폰 TV) - 시오미 고 역
- 5→9 ~나를 사랑한 꽃미남 스님 (2015년 10월 12일 ~ 12월 14일, 후지 TV) - 하치야 렌지 역

### 예능
- 스캇토재팬 (후지 TV)
  - 36회 (2015년 11월 16일) - 히로타 케이치 역
  - 39회 (2015년 12월 14일) - 레스토랑 점원 역

### 무대
- 쟈니스긴자 2015 (2015년 5월 8일 ~ 5월 10일・17일, 시어터 크리에)
- 누구 (2017년 11월 25일~ 12월 10일, 텐노즈 은하극장) - 미야모토 타카요시 역
- SCHOOL STAGE 『여기는 그린우드』 (2019년 7월 19일 ~ 28일, 텐노즈 은하극장) - 이케다 미츠루 역
- 디스구니 공연 부타이 「DECADANCE」-태양의 아이- (2020년 1월 24일 ~ 2월 1일, EX시어터 롯폰기 / 2020년 2월 8일・9일, 모리노미야 피로티홀) - 마리우스 역

### CM
- AOKI 「신입사원」 응원 수트 페어 (2015년) - 나카지마 유토, 타카하시 후, 타지마 쇼고, 스즈키 슌에이와 공동출연